# اینگمار استنمارک
اینگمار استنمارک (به سوئدی: Ingemar Stenmark)؛ زادهٔ ۱۸ مارس ۱۹۵۶ یک اسکی‌باز آلپاین اهل سوئد است. او یکی از برجسته‌ترین ورزشکاران سوئد و پرافتخارترین اسکی‌باز مارپیچ کوچک و مارپیچ بزرگ تاریخ است.
استنمارک اسکی را در پنج سالگی شروع کرد، در هشت سالگی نخستین عنوان ملی خود را کسب کرد و در هفده سالگی برای نخستین بار در جام جهانی شرکت کرد. وی با مجموع ۸۶ پیروزی (۴۶ در مارپیچ بزرگ و ۴۰ در مارپیچ کوچک) بیشترین تعداد پیروزی در مسابقات بین‌المللی را در تاریخ اسکی آلپاین کسب کرده. نفر بعد از وی لیندزی وان آمریکایی با ۷۷ پیروزی (فوریه ۲۰۱۷) است و نزدیک‌ترین رقیب وی در بخش مردان هرمان مایر آلمانی با ۵۴ عنوان است.